# Mittelschule, BG und BRG Klusemannstraße
Die Mittelschule bzw. das BG und BRG Klusemannstraße (MS/BG/BRG Klusemannstraße) ist eine Mittelschule, Bundesgymnasium und Bundesrealgymnasium in Graz. Die Schule befindet sich im äußersten Norden des 16. Stadtbezirks Straßgang in der Klusemannstraße, die die Grenze zum 15. Bezirk Wetzelsdorf darstellt.

## Geschichte
Das BG/BRG Klusemannstraße wurde im September 1991 als Allgemeinbildende höhere Schule (AHS) im 16. Grazer Stadtbezirk Straßgang eröffnet. Ihren Namen hat die Schule der gleichnahmigen Straße, welche nach Erich Klusemann benannt wurde, zu verdanken.

## Schulgelände
Das Schulgelände des MS BG BRG Klusemannstraße hat eine Fläche von ca. 2,65 ha und verfügt über 4 Outdoor Klassen (auch „Grüne Klassen“ genannt), diese wurden nach berühmten Frauen benannt: Malala Yousafzai (Ost); Eleanor Roosevelt (Mitte); Rosa Parks (West); und Michelle Obama (Süd). Das Gelände verfügt außerdem über einen Calisthenics-Park sowie über 2 Kunstrasenplätze und einen Beach- sowie einen Tartanplatz. Zudem befindet sich rund um das Schulgebäude ein Discgolf-Stationenparkour mit insgesamt 6 Körben. gegenüber der Nordfassade des Schulgebäudes befindet sich ein Einschnitt in das Schulgelände welcher Eigentum der GeoSphereAustria ist. An der Südfassade der Schule ist außerdem ein Biotop sowie ein moderner Stelzenbau. rund um die Außenstelle der GeoSphereAustria befinden sich neben den Sportplätzen auch eine Weitsprung sowie eine 100 m Sprintanlage. das Schulgebäude als solches lässt sich in 4 Abschnitte gliedern (3 Turnsäle und die Schulaula) und besitzt im westen eine auffällige Bibliotheksrotunde aus Glas.

## Pädagogische Arbeit, Ausstattung und Angebote
Am MS/BG/BRG Klusemannstraße werden 486 Schüler in 17 Klassen in der Sekundarstufe I (Mittelschule und Realgymnasium Unterstufe), sowie 312 Schüler in 12 Klassen der Sekundarstufe II (Realgymnasium und Gymnasium) unterrichtet. (Stand: 2020/21)

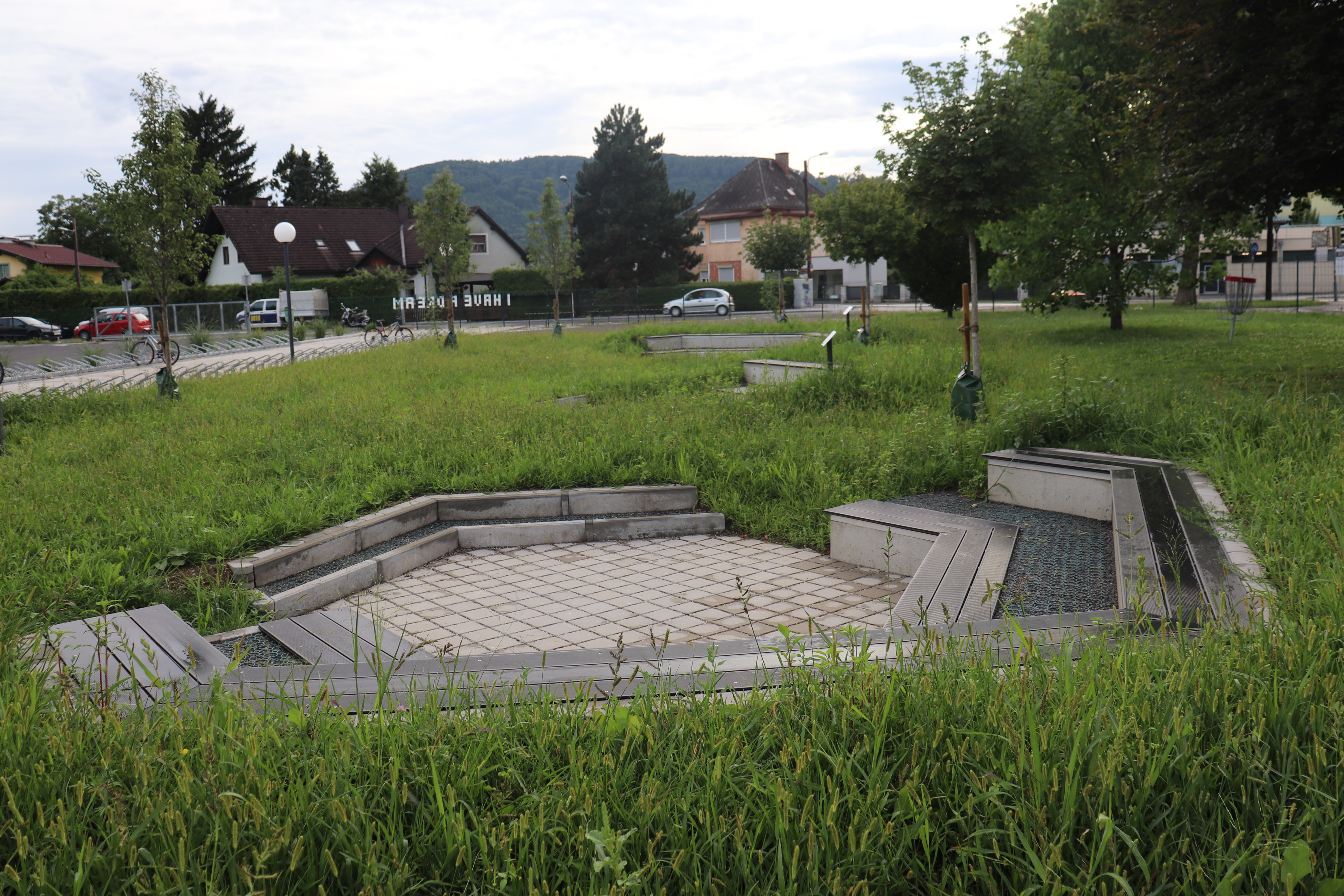
Outdoor-Klassen („Grüne Klassen“)

Aus dem Schulversuch der Kooperativen Mittelschule ist die Besonderheit hervorgegangen, dass der Unterricht in der Sekundarstufe I nach dem AHS-Lehrplan durchgeführt wird, wobei die 8. Schulstufe wahlweise mit einem Mittelschulzeugnis (vertiefte Allgemeinbildung) oder mit einem Zeugnis nach AHS-Standard (Realgymnasium) abgeschlossen werden kann.
In der Sekundarstufe I haben Schüler insgesamt 124 Basisschulstunden in allen 4 Schuljahren. Diese setzen sich aus jeweils 30 Stunden in den ersten 3 Klassen sowie 34 in der 4. Klasse zusammen.
In der Sekundarstufe II hingegen haben Schüler 130 Basisschulstunden, diese sind das Ergebnis von 32 Stunden in der 5. und 8. Klasse sowie 33 Stunden in der 6. und 7. Klasse. Des Weiteren, können Schüler durch das System der Modularen Oberstufe (MOST) 6 Stunden der Schulwoche neben 30 verpflichtenden Basisstunden frei mit folgenden Modulen belegen:

### Europa
Im MOST-Modul „Europa“ liegen die Schwerpunkte auf einer umfassenden Fremdsprachenausbildung, sowie der Weiterbildung in Themenbereichen wie Kommunikation, Präsentation und Rhetorik. Das MOST-Modul „Europa“ setzt sich außerdem das Ziel einer guten interkulturellen und praktischen Spracherfahrung, welche unter anderem durch die Durchführung internationaler Projekte erreicht werden soll. Im Fokus steht des weiteren der Erwerb internationaler Fremdsprachenzertifikate sowie die Schulung wirtschaftlicher Kompetenzen und eine gute Europa und Zukunftsorientierung. Diese Ziele sollen mit den Fächern English Newsroom, Spanisch, Inside Europe, Wirtschaft und Finanzen, Language Superpowers und Tourismus erreicht werden.

### Medien, Innovation, Kommunikation (MIK)
Das MOST-Modul „Medien, Innovation, Kommunikation“ hat das Ziel der Auseinandersetzung der Schüler:innen mit der Welt der Medien sowie der Gestaltung medialer Produkte. Auch die Vermittlung von Wissen und Techniken für das Gelingen von Kommunikation sind zusammen mit der Entwicklung kreativer Projekte und einer Schulung der Wahrnehmung zentrale Bestandteile dieses MOST-Moduls. Das Training des Ausdrucks und der Präsentationsfähigkeit der Schüler stellt in Kombination mit Kreativwochen und künstlerischen Workshops im In sowie im Ausland einen weiteren wichtigen Bestandteil des Moduls dar. Exklusiv für dieses Modul sind die Fächer: Kreativitätstechniken (KT) Medien und Kommunikation (MEK) sowie Körpererfahrung (KE) und Produktionswerkstatt (PROWE).

### Naturwissenschaften (NAWI)
Im MOST-Modul „NAWI“ stehen das Selbstständige experimentieren, Teamarbeit sowie die Vertiefung theoretischer Grundlagen und das kreative Lösen von Aufgabenstellungen im Fokus. Geschult wird unter anderem das Dokumentieren, Protokollieren und das Präsentieren von Erarbeitetem. Weitere Kernelemente des Moduls stellen die Kooperation mit externen Forschungseinrichtungen und die NAWI Schwerpunktwochen im Ausland dar. Die Fächer in diesem Modul sind: Naturwissenschaftliche Labore (Biologie, Chemie, Physik) und die Vertiefung in den eben genannten Fächern. Das NAWI-Modul bietet außerdem eine Vorbereitung für Aufnahmetests an Universitäten.

### Deeper Learning
Das MOST-Modul „Deeper Learning“ ist ein neuartiges Konzept, welches das selbstständige Experimentieren und Erproben sowie die Vertiefung theoretischer Grundlagen in Interessensbereichen der Schüler ermöglicht. Zu diesem Konzept zählt das entwerfen kreativer Lösungen sowie die Kooperation mit externen Forschungseinrichtungen. Durch dieses Modul soll auch die Eigenverantwortlichkeit der Schüler gefordert und gefördert werden.

## Weitere Angebote
Zusätzlich zum MOST-System gibt es auch ein parallel laufendes Kurssystem in welchem Schüler der Sekundarstufe II ab der 6. Klasse bis zur 8. Klasse an unterschiedlichen Kursen teilnehmen müssen, welche zuvor in der 5. Klasse gewählt wurden. Außerdem werden ebenfalls im Rahmen der Begabungs- und Begabtenförderung an dem MS/BG/BRG Klusemannstraße Unverbindliche Übungen angeboten.

## Onlinepräsenz
Das MS, BG/BRG Klusemannstrasse verfügt neben ihrer Website auch über den Instagram-Account „klusemannstrasse“, welche mit schulinternen sowie externen Infos und mit sanfter schulbezogener Unterhaltung gefüllt sind. das MS BG/BRG Klusemannstrasse verfügt außerdem über den Youtube Kanal „Kluse_TV“ auf welchem Videos von und über Die Schule geteilt werden.

## KLEX (Klusemann Extern)
Die Expositur KLEX wurde im Jahr 2010 als Ganztagesschule der Sekundarstufe I mit reformpädagogischem Ansatz gegründet. Zentrales Element sind offene Lerneinheiten mit fächerübergreifendem Unterricht, wobei großes Augenmerk auf das selbstständige Erarbeiten der Themenbereiche gelegt wird.
Die Schule befindet sich in der Marschallgasse 19–21 im 4. Grazer Bezirk Lend, wo sie ihre Räumlichkeiten mit dem Abendgymnasium Graz teilt.
Im Jahr 2014 wurde mit dem Unterricht für die Sekundarstufe II begonnen. Mittlerweile umfasst das Angebot je zwei Klassen pro Jahrgang in der Sekundarstufe I und eine Klasse pro Jahrgang in der Sekundarstufe II. Rund 200 Schüler werden in der Sekundarstufe I, rund 100 Schüler in der Sekundarstufe II unterrichtet. (Stand: 2024/25)

## Auszeichnungen
- Österreichischer Bauherrenpreis 1991
- 2013 Österreichischer Schulpreis[13]

## Bilder

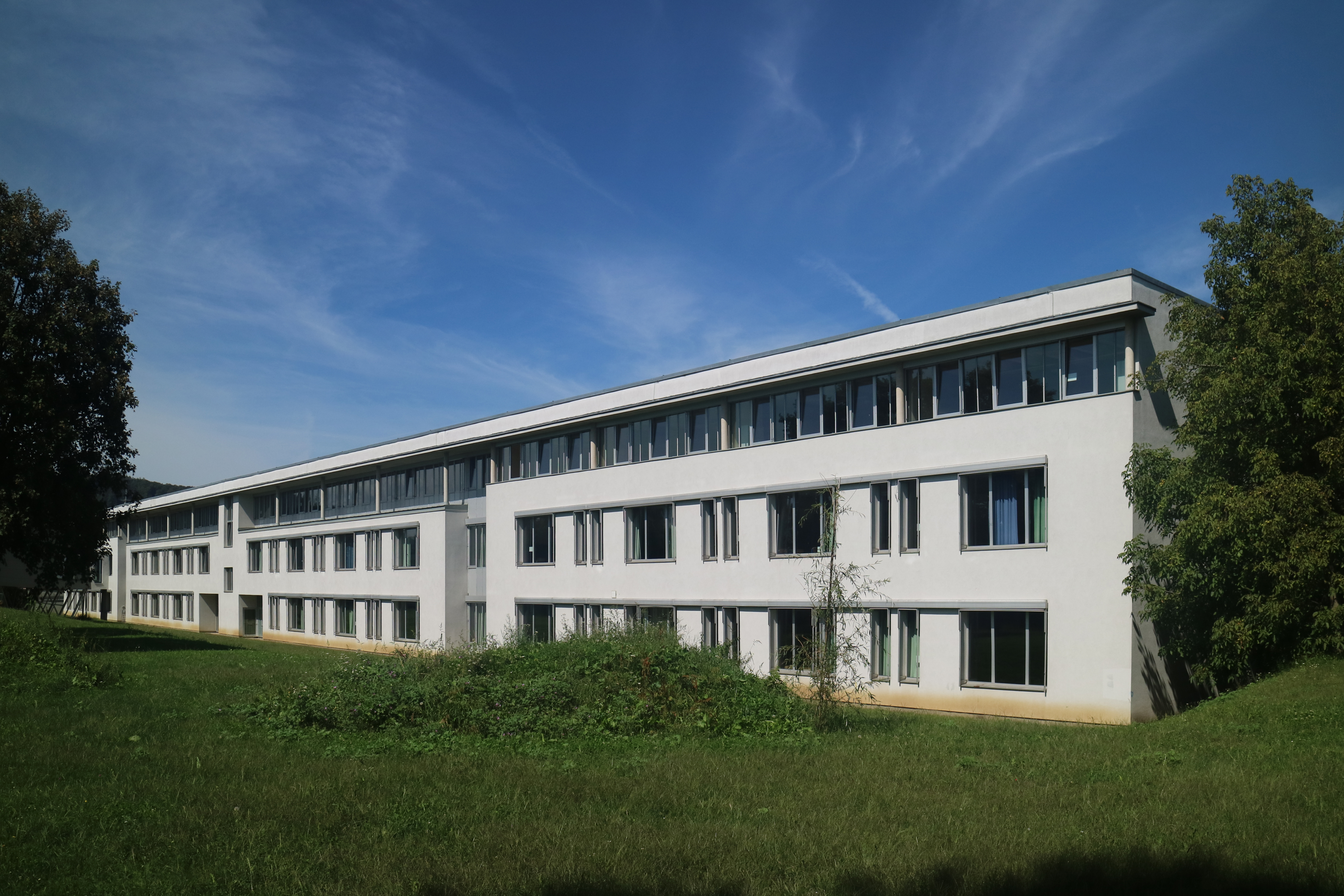
Südfassade
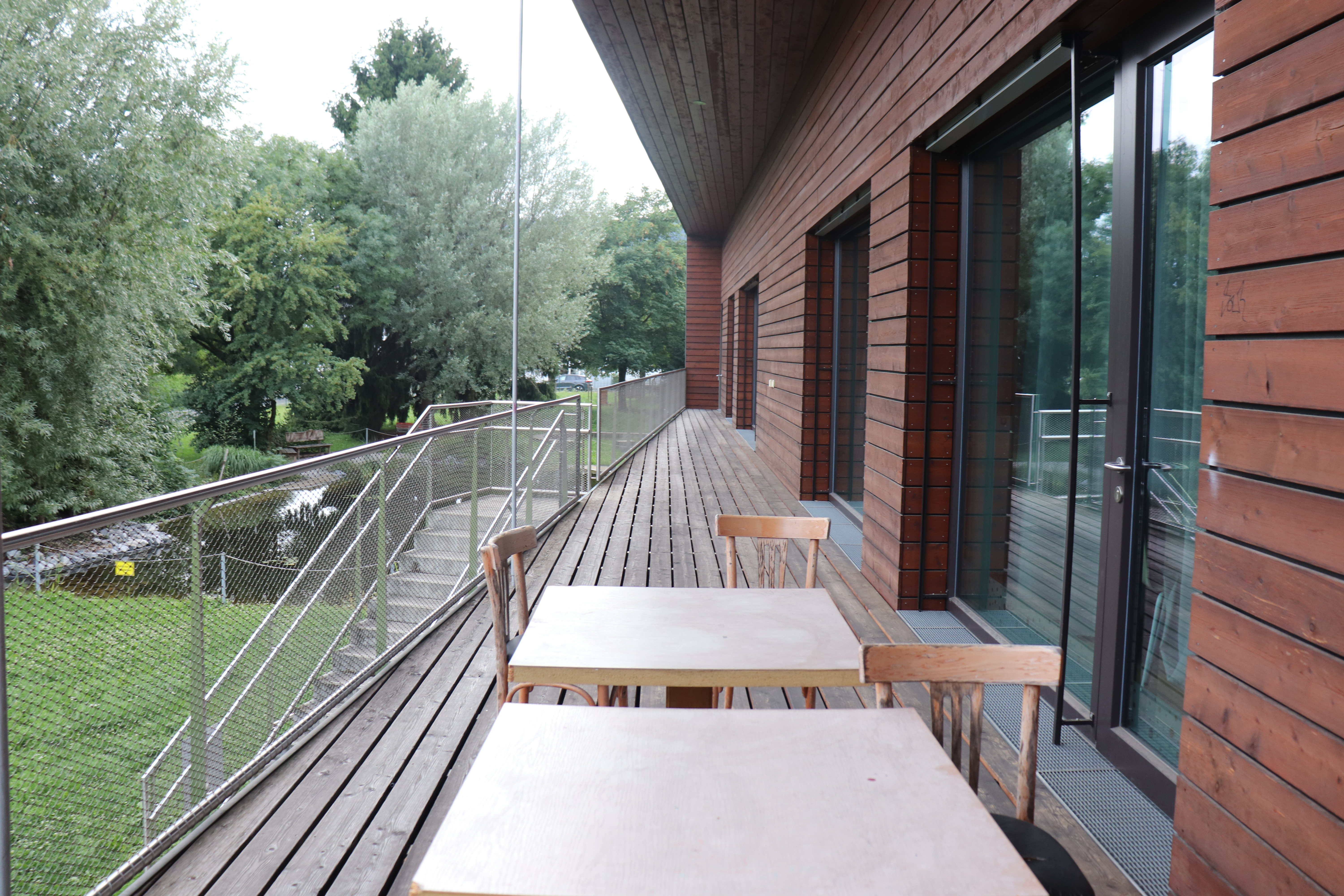
Sitzgarnitur am modernen Zubau
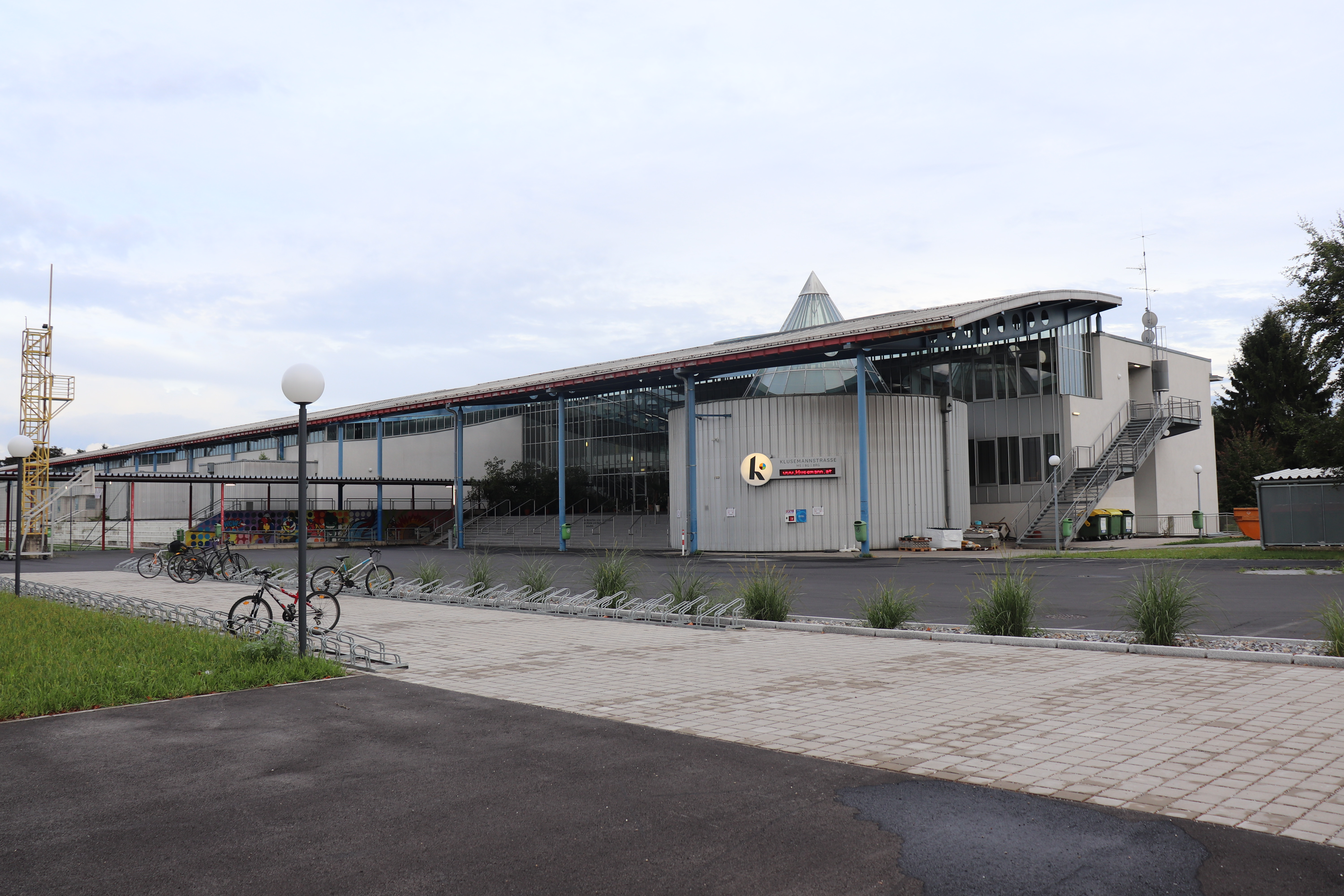
Klusemann-Schulgebäude mit Fahrradständern und Parkplatz (Nordfassade)
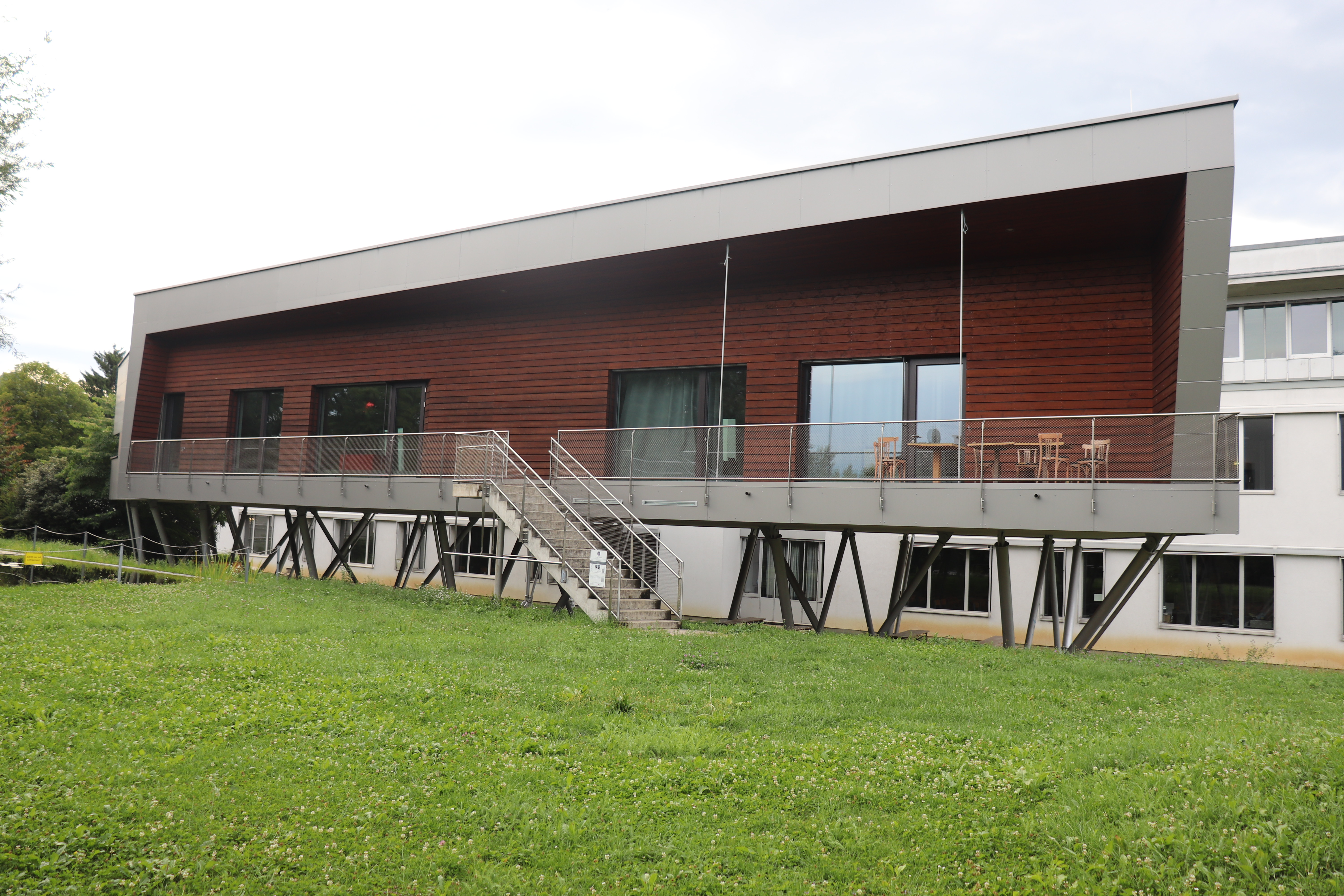
Moderner Zubau an der Südfassade
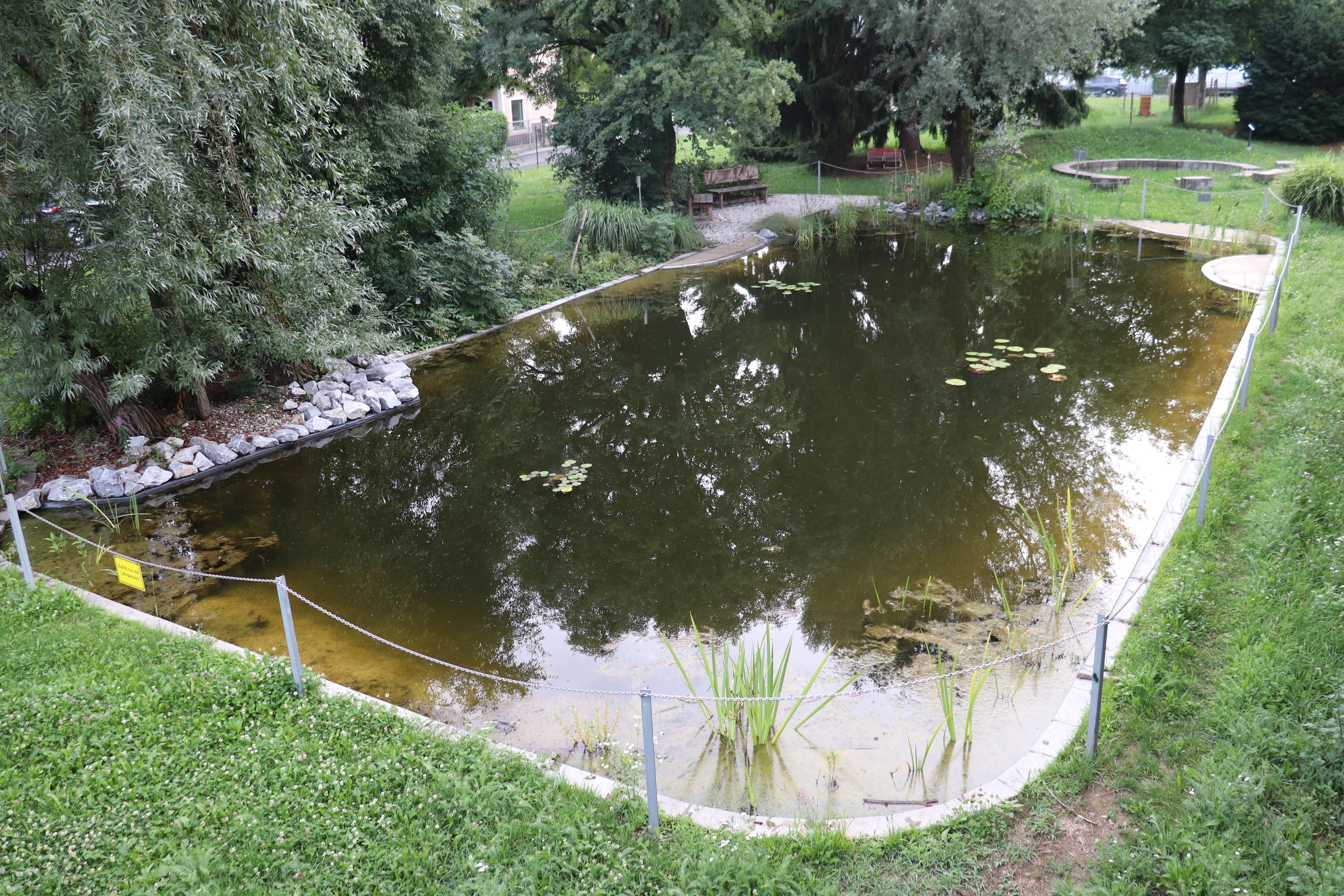
Schuleigenes Biotop an der Südfassade
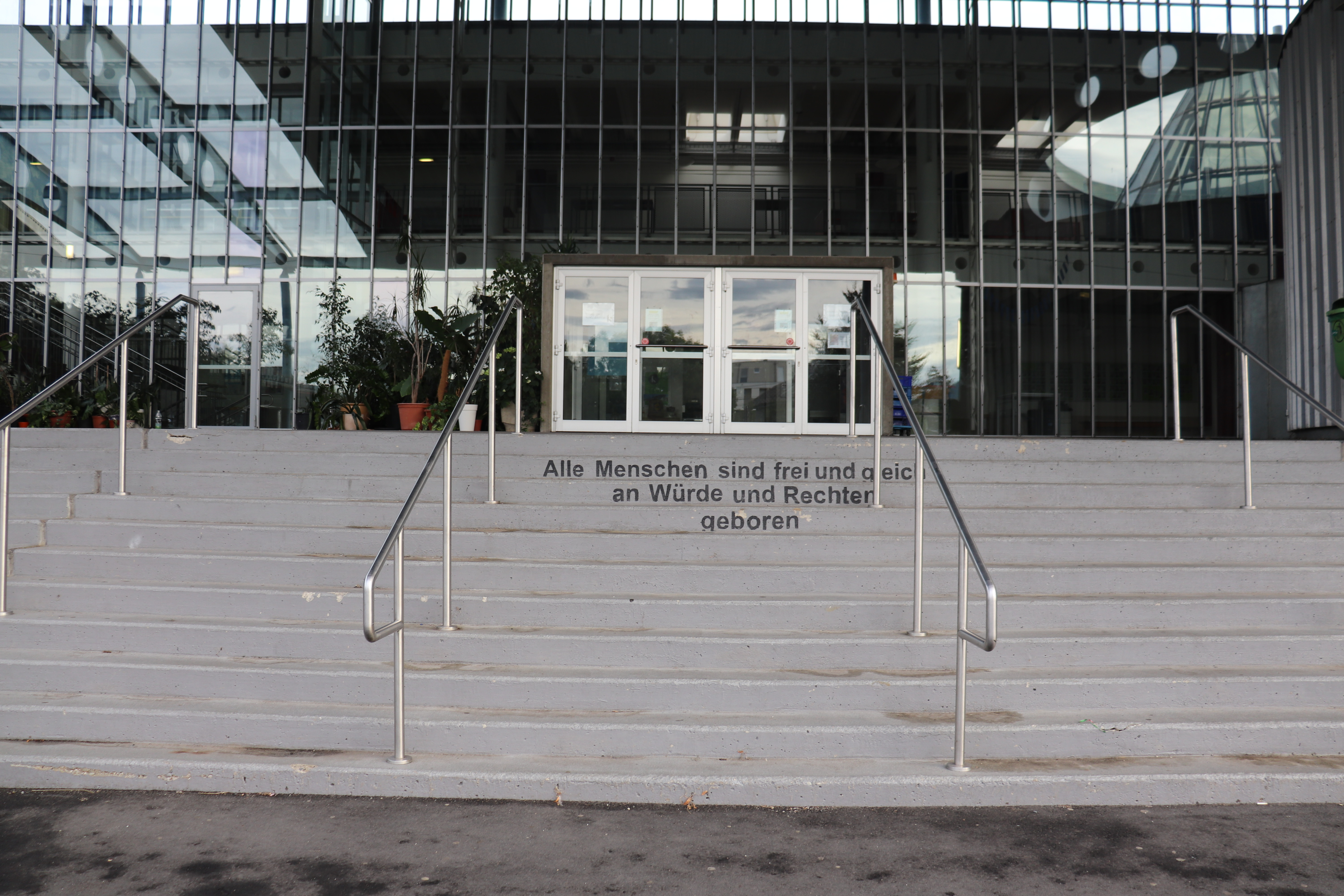
Haupteingang des NMS BG BRG Klusemannstraße
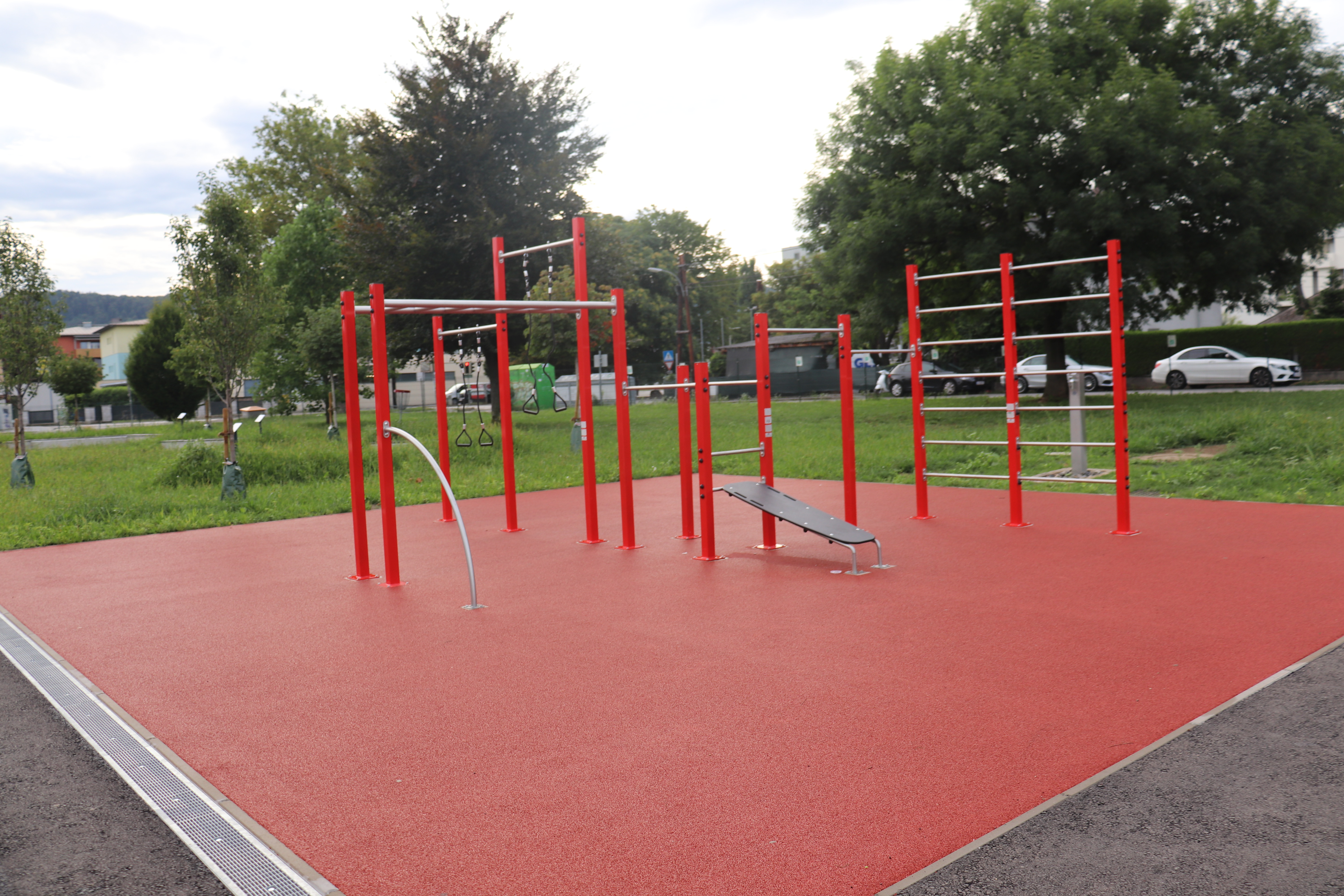
Calisthenics Park am Parkplatz neben den neuen drei grünen Klassen
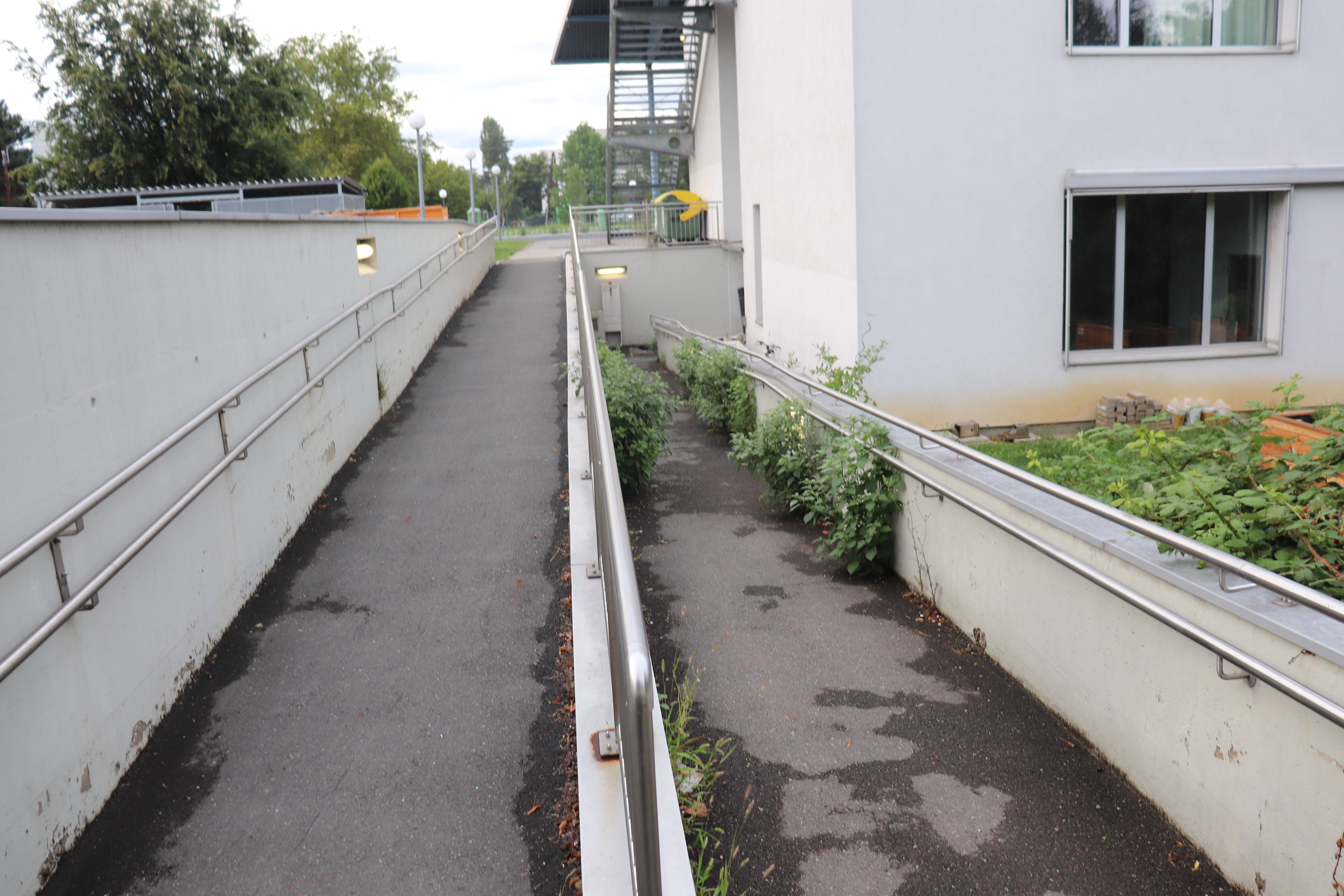
Barrierefreier Zugang zum Erdgeschoß und den Hochbeeten
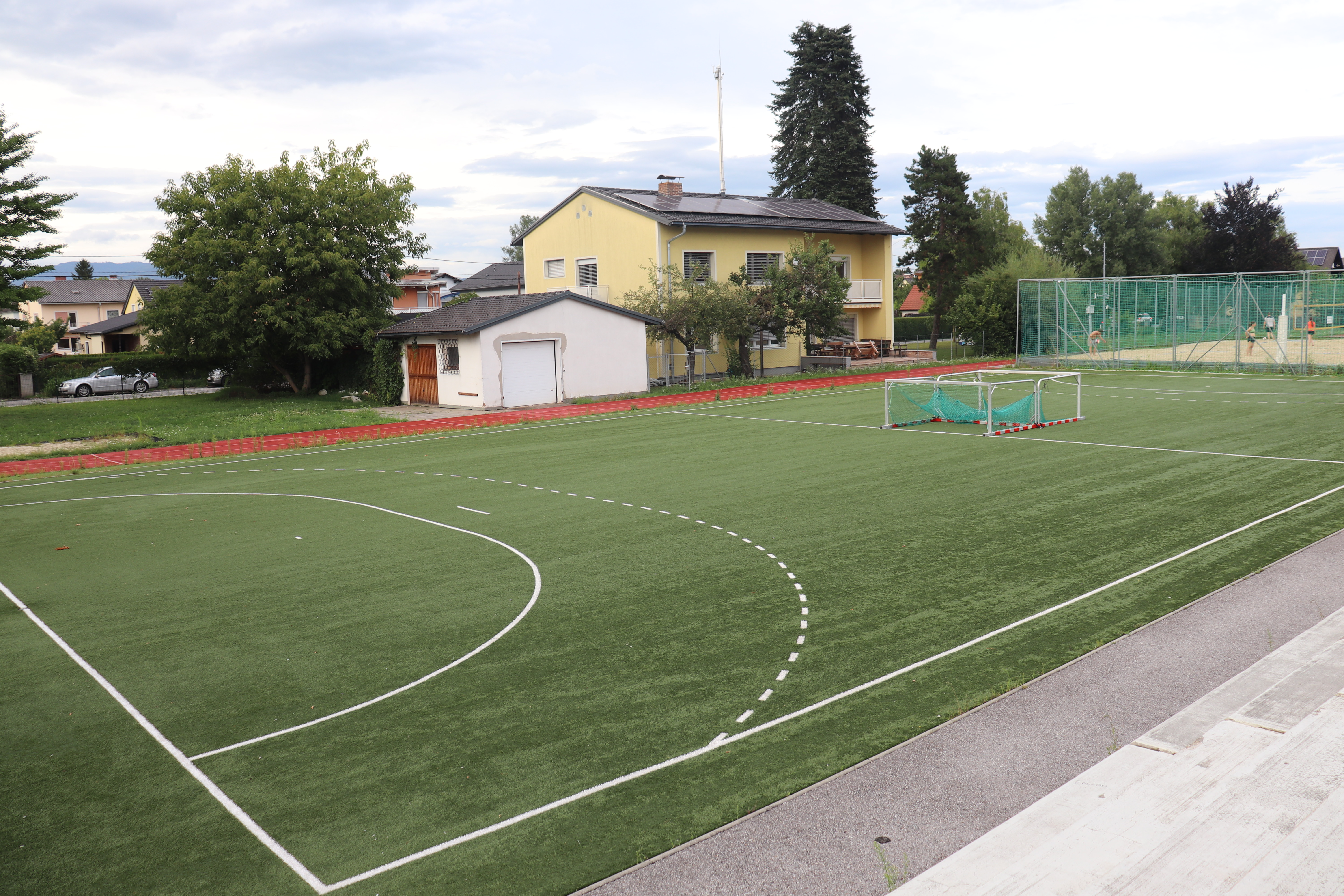
Kunstrasenplatz
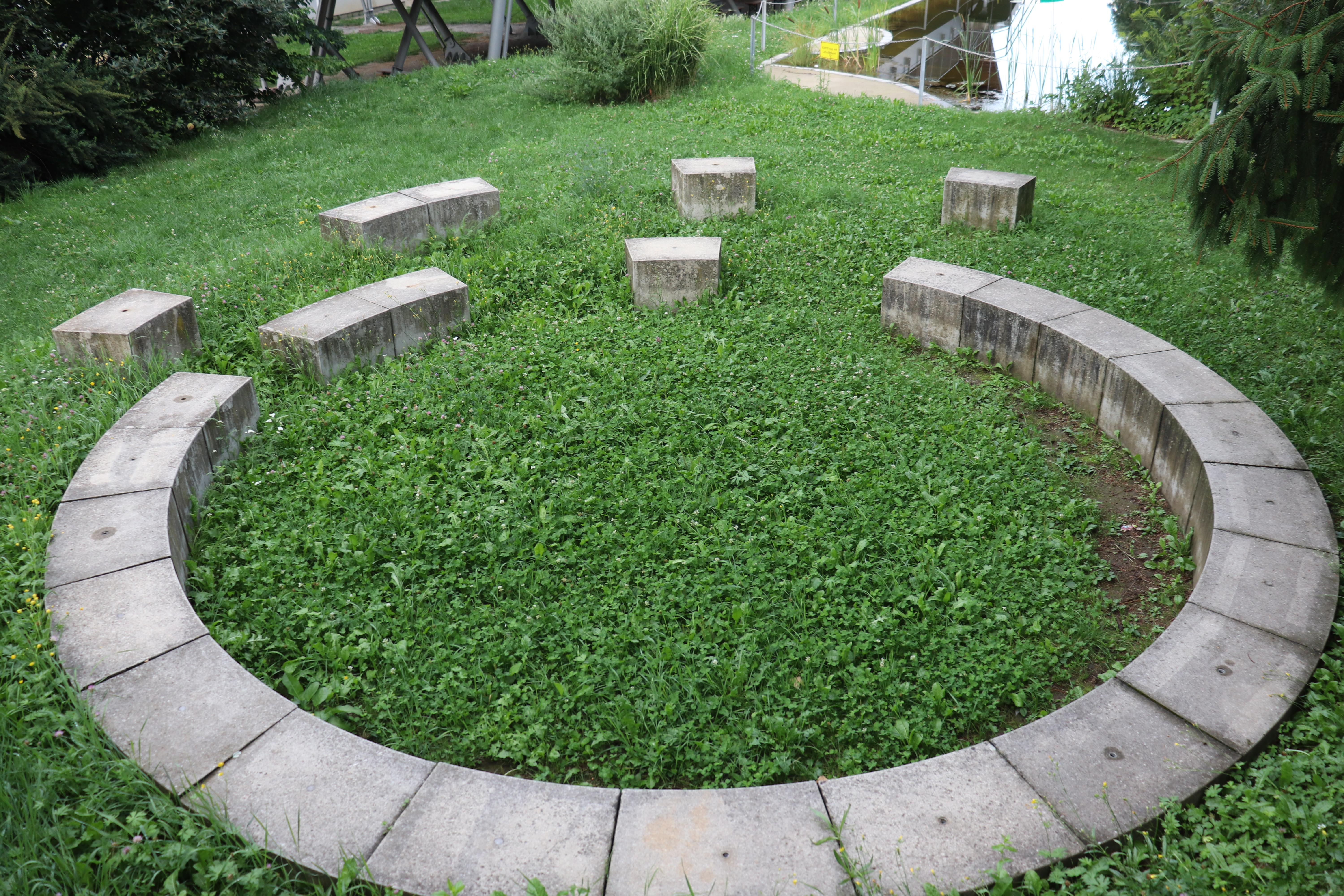
Erste Outdoor Klasse (Michelle) (Süd)